# Antoinette Nana Djimou
Ida Antoinette Nana Djimou, née le 2 août 1985  à Douala (Cameroun), est une athlète française spécialiste des épreuves combinées. Elle est double championne d'Europe de l'heptathlon, en 2012 et 2014, et double championne d'Europe en salle du pentathlon, en 2011 et 2013.

## Biographie

### Début de carrière
Native de Douala (Cameroun), Ida Antoinette Nana Djimou pratique de nombreux sports durant sa jeunesse (football, handball et basket-ball notamment), mais pas l'athlétisme qu'elle découvre à treize ans peu après son arrivée en France où elle suit son père, chef d'entreprise. Sur ses premiers pas en athlétisme, elle déclare : « J’ai commencé l’athlétisme parce que je m’ennuyais et c’est comme ça qu’ils se sont rendu compte que j’étais douée » . Détectée dans le cadre scolaire, elle est dirigée vers le CA Montreuil, club auquel elle restera toujours fidèle. Elle s'oriente rapidement vers les épreuves combinés, ses premiers résultats en attestent : 5e de l'heptathlon des championnats de France cadets en 2001, .
Sa première performance internationale est réalisée à Grosseto lors des Championnats du monde juniors 2004, un an après sa naturalisation française, où elle termine au pied du podium, après avoir chuté à quelques mètres de l'arrivée lors de la dernière épreuve, le 800 m. En 2006, elle devient championne de France en signant un nouveau record personnel (5 981 points), record qu'elle améliore en 2008 avec 6 205 points.
Le 6 mars 2009, Antoinette Nana Djimou remporte la médaille de bronze du pentathlon lors des Championnats d'Europe en salle de Turin en réalisant un total de 4 618 points au terme de la cinquième épreuve. Elle débute l'heptathlon des Mondiaux de Berlin en battant son record en 13 s 44 (1 059 points) et finit à une très honorable septième place, apportant à la France sa première finaliste des championnats avec un total de 6 323 points (record personnel).

### Championnats d'Europe en salle (2011)

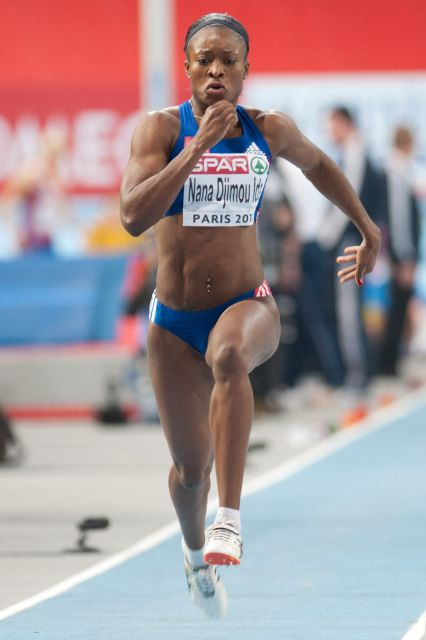
Antoinette Nana Djimou lors des Championnats d'Europe en salle de 2011

Le 4 mars 2011, lors de la première journée des Championnats d'Europe en salle de Paris-Bercy, Antoinette Nana Djimou remporte son premier titre international majeur en enlevant le concours du pentathlon devant la Lituanienne Austra Skujytė et la Néerlandaise Remona Fransen. Elle réalise à cette occasion la meilleure performance mondiale de l'année avec 4 723 points et améliore le record de France de la discipline détenu depuis 2003 par Marie Collonvillé (4 644 points). Elle est la première athlète féminine française depuis Muriel Hurtis et Linda Ferga en 2002 à obtenir un titre continental en salle.
À la suite de ce titre, elle part en stage à Boulouris afin de se préparer à la saison estivale de 2011. Elle fait sa rentrée lors du premier tour des interclubs à Tremblay-en-France et court un 100 mètres haies lors du meeting de Montgeron. Elle vise ensuite réaliser les minima pour les championnats du monde dès l'Hypo-Meeting de Götzis en plaçant son objectif de saison à 6 500 points. Elle parvient à accrocher une 3e place derrière Jessica Ennis et la Russe Tatyana Chernova mais n'atteint pas son objectif tout en réalisant tout de même 6 409 points.

### Titre continental en plein air, top 8 aux Jeux de Londres (2012)
Antoinette Nana Djimou participe au concours de l'heptathlon des Championnats d'Europe 2012 d'Helsinki. Lors de la première journée de compétition, elle bat son record personnel au 100 m haies en 13 s 11, avant de franchir 1,77 m au saut en hauteur, de lancer 13,48 m au lancer du poids, et d'établir son meilleur temps de l'année sur 200 m en 24 s 52. Le lendemain, la Française bat deux nouveaux records personnels en atteignant la marque de 6,42 m au saut en longueur et en réalisant un jet à 55,82 m au lancer du javelot. Elle conclut son heptathlon en signant, sous la pluie, le temps de 2 min 17 s 99 sur 800 m, établissant là encore sa meilleure marque de l'année. Totalisant 6 544 points à l'issue des sept épreuves, elle améliore de 135 points son précédent record datant de mai 2011, et devient championne d'Europe de l'heptathlon, devant les Lettones Laura Ikauniece et Aiga Grabuste .
Elle participe début août 2012 aux Jeux olympiques de Londres. Classée quatrième avant la septième et dernière épreuve, après avoir notamment amélioré ses records personnel sur 100 m haies (12 s 96) et au lancer du javelot (55,87 m), elle bat sa meilleure performance sur 800 m en 2 min 15 s 94 et termine à la cinquième place du classement général final avec 6 576 points, améliorant de 32 points son meilleur total réalisé quelques semaines plus tôt lors des Championnats d'Europe d'Helsinki.

### Titres européens en salle et en plein air conservés (2013 et 2014)

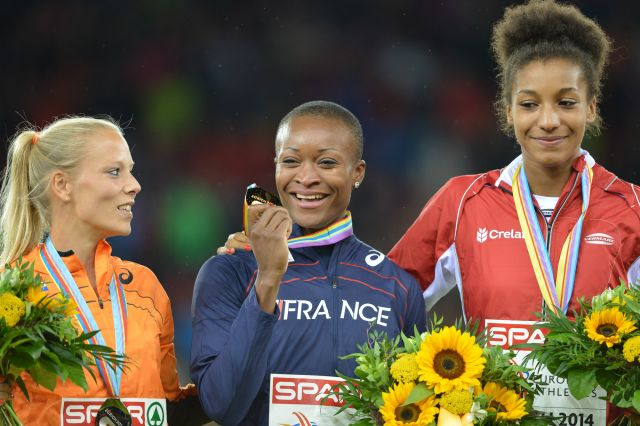
Podium des championnats d'Europe 2014.

Antoinette Nana Djimou participe en mars 2013 à ses 3e Championnats d'Europe en salle. Au terme de son pentathlon, la Française parvient à garder son titre de justesse en réalisant 4 666 unités. Elle devancera de 8 points la Biélorusse Yana Maksimava et de 58 points l'Ukrainienne Hanna Melnychenko.
Pourtant parmi les favorites aux Championnats du monde de Moscou grâce à ses 6 576 points réalisés l'année passée aux Jeux olympiques de Londres et des forfaits de la Britannique Jessica Ennis et de la Russe Tatiana Chernova, Nana Djimou ne parvient pas à monter sur le podium, se classant 8e avec 6 326 points. Le titre est remporté par Hanna Melnychenko, devant la Canadienne Brianne Theisen-Eaton et la Néerlandaise Dafne Schippers.
Antoinette Nana Djimou participe à la Coupe d'Europe des épreuves combinées à Torun en Pologne où elle se classe deuxième en individuel avec 6 212 pts et troisième par équipes (40 761). Elle réalise les minimas pour les Championnats d'Europe de Zürich où elle est sacrée championne d'Europe pour la seconde fois consécutive avec 6 551 points, le second meilleur total de sa carrière. Elle améliore notamment son record personnel sur le 800 m en 2 min 15 s 30, épreuve qu'elle a beaucoup travaillée pour avoir un bon niveau,.

### Saison 2015
Durant l'hiver 2015, la Française ne glane pas un troisième titre européen en salle, ni même une quatrième médaille consécutive (bronze en 2009) : malgré un honorable 60 m haies (8 s 25) et d'un bon concours de saut en hauteur (1,80 m), elle ne se classe que cinquième avec 4 591 points notamment dû à une contre-performance en longueur (6,13 m, moins bon saut depuis 2008). Le titre est remporté par la Britannique Katarina Johnson-Thompson, seconde femme à franchir la barre des 5 000 points (5 000 tout juste).
Fin mai, Nana Djimou participe à l'Hypo-Meeting de Götzis (Autriche) mais ne termine pas son heptathlon à cause d'une blessure. Opérée début juin au niveau de l'utérus, elle déclare finalement forfait pour les Championnats du monde de Pékin, insuffisamment remise.

### Saison 2016

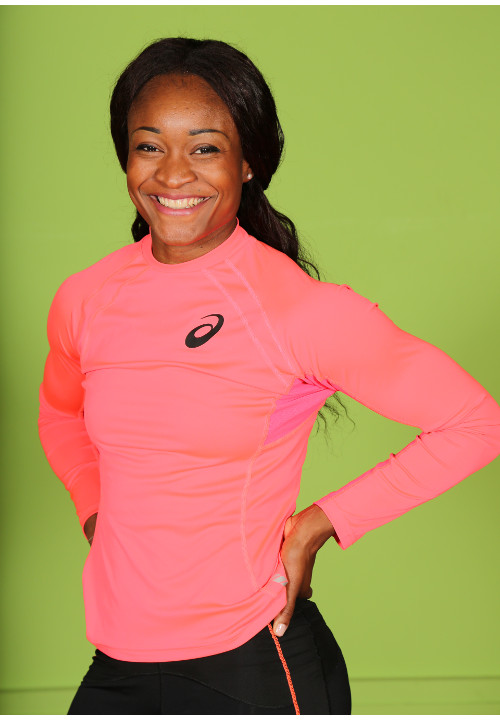
Antoinette Nana Djimou en 2014.

Après sa blessure, Antoinette fait son retour sur les pistes le 13 février 2016 lors du Meeting Femina du Val d'Oise à Eaubonne où elle boucle son 60 m haies en 8 s 32. Elle participe ensuite aux Championnats de France en salle le week-end du 27 et 28 février où elle remporte lors de la première journée la médaille de bronze du lancer du poids (15,28 m). Lors de la seconde journée, elle s'aligne sur son premier pentathlon depuis mars 2015 dans l'objectif de réaliser les 4 558 points requis pour être sélectionnée pour les Championnats du monde en salle de Portland : elle commence par un 60 m haies en 8 s 39 puis saute 1,73 m au saut en hauteur, lance 14,66 m au poids et réalise 5,83 m en longueur mais est disqualifiée lors de la dernière épreuve, le 800 m.
Elle participe début juillet aux Championnats d'Europe d'Amsterdam dans le but de conquérir un 3e titre européen consécutif ainsi que les minimas pour les Jeux olympiques de Rio : dès la 1re épreuve (le 100 m haies), Nana Djimou mène avec ses 13 s 26, puis saute 1,71 m en hauteur avant d'exploser son record au lancer du poids (15,60 m) en effectuant un jet à 16,17 m, lui permettant de prendre la 1re place provisoire avec 2 892 points devant la Néerlandaise Anouk Vetter (2 891) et la Lituanienne Austra Skujytė (2 870). Lors de la 2de journée, elle réalise 6,31 m au saut en longueur, puis 51,72 m au javelot et 2 min 19 s 33, s'emparant de la médaille d'argent avec 6 458 points, minimas pour les Jeux olympiques de Rio, derrière Anouk Vetter (6 626 pts).
Elle termine à une modeste 11e place aux Jeux olympiques de Rio, totalisant 6 383 points. Elle clôt sa saison au Décastar de Talence où elle finit 5e (6 180 points).

### Saison 2017
Antoinette Nana Djimou ouvre sa saison hivernale 2017 au meeting en salle de Paris à l'AccorHotels Arena, six ans après son sacre européen dans cette même salle. Elle participe au triathlon mixte (60 m haies, longueur, poids) notamment avec Kévin Mayer, vice-champion olympique 2016 et Nafissatou Thiam, championne olympique : Nana Djimou signe notamment un bon temps de 8 s 22 sur les haies. 
En revanche, elle choisit de faire l'impasse sur les Championnats d'Europe en salle de Belgrade du mois de mars. Le 18 février 2017, Nana Djimou devient vice-championne de France en salle du lancer du poids (15,17,m) et remporte par ailleurs la médaille de bronze du 60 m haies (8 s 22).
Le 6 août, elle termine 16e des championnats du monde de Londres avec 6 064 points.

### Saison 2018
Le 14 janvier 2018, pour sa rentrée hivernale à Clermont-Ferrand, Antoinette Nana Djimou signe la meilleure performance mondiale de l'hiver à l'heptathlon avec 4 351 pts. Aux championnats du monde en salle de Birmingham, Antoinette Nana Djimou abandonne à la dernière épreuve, le 800 : elle termine 12e et dernière du classement général avec 3 705 pts.
Le 6 juillet 2018, aux championnats de France d'Albi, Nana Djimou se blesse à l'ischio-jambier pendant l'épreuve du saut en hauteur. Elle est contrainte d'abandonner et de déclarer forfait pour les championnats d'Europe de Berlin.

## Entraineurs
Licenciée au CA Montreuil, elle est entraînée successivement par Hélène Bosse et Christophe Letellier puis par Sébastien Levicq avec qui elle arrête sa collaboration en avril 2014. Actuellement ses entraineurs sont Jean-Yves Cochand et Bertrand Valcin.

## Palmarès

### International
| Date | Compétition                           | Lieu                                  | Résultat | Épreuve     | Points     |
| ---- | ------------------------------------- | ------------------------------------- | -------- | ----------- | ---------- |
| 2004 | Championnats du monde juniors         | Grosseto                              | 4e       | Heptathlon  | 5 649 pts  |
| 2005 | Championnats d'Europe espoirs         | Erfurt                                | 9e       | Heptathlon  | 5 792 pts  |
| 2006 | Championnats d'Europe                 | Göteborg                              | 21e      | Heptathlon  | 5 765 pts  |
| 2007 | Championnats d'Europe en salle        | Birmingham                            | 11e      | Pentathlon  | 4 355 pts  |
| 2007 | Championnats d'Europe espoirs         | Debrecen                              | 7e       | Heptathlon  | 5 970 pts  |
| 2008 | Coupe d'Europe des épreuves Combinées | Hengelo                               | 2e       | Heptathlon  | 6 204 pts  |
| 2008 | Coupe d'Europe des épreuves Combinées | Hengelo                               | 3e       | Par équipes | 17 482 pts |
| 2008 | Jeux olympiques                       | Pékin                                 | 18e      | Heptathlon  | 6 055 pts  |
| 2009 | Championnats d'Europe en salle        | Turin                                 | 3e       | Pentathlon  | 4 618 pts  |
| 2009 | Championnats du monde                 | Berlin                                | 7e       | Heptathlon  | 6 323 pts  |
| 2010 | Championnats du monde en salle        | Doha                                  | 4e       | Pentathlon  | 4 618 pts  |
| 2010 | Coupe d'Europe des épreuves Combinées | Tallinn                               | 1re      | Par équipes | 17 654 pts |
| 2011 | Championnats d'Europe en salle        | Paris                                 | 1re      | Pentathlon  | 4 723 pts  |
| 2011 | Hypo-Meeting                          | Götzis                                | 2e       | Heptathlon  | 6 409 pts  |
| 2011 | Championnats du monde                 | Daegu                                 | 6e       | Heptathlon  | 6 309 pts  |
| 2012 | Championnats d'Europe                 | Helsinki                              | 1re      | Heptathlon  | 6 544 pts  |
| 2012 | Jeux olympiques                       | Londres                               | 4e       | Heptathlon  | 6 576 pts  |
| 2012 | Décastar                              | Talence                               | 1re      | Heptathlon  | 6 390 pts  |
| 2012 | Coupe du monde des épreuves combinées | Coupe du monde des épreuves combinées | 2e       | Heptathlon  | 19 510 pts |
| 2013 | Championnats d'Europe en salle        | Göteborg                              | 1re      | Pentathlon  | 4 666 pts  |
| 2013 | Coupe d'Europe des épreuves Combinées | Tallin                                | 4e       | Heptathlon  | 6 104 pts  |
| 2013 | Coupe d'Europe des épreuves Combinées | Tallin                                | 1re      | Par équipes | 41 421 pts |
| 2013 | Championnats du monde                 | Moscou                                | 8e       | Heptathlon  | 6 326 pts  |
| 2014 | Coupe d'Europe des épreuves Combinées | Toruń                                 | 2e       | Heptathlon  | 6 212 pts  |
| 2014 | Coupe d'Europe des épreuves Combinées | Toruń                                 | 3e       | Par équipes | 40 761 pts |
| 2014 | Championnats d'Europe                 | Zurich                                | 1re      | Heptathlon  | 6 551 pts  |
| 2015 | Championnats d'Europe en salle        | Prague                                | 5e       | Pentathlon  | 4 591 pts  |
| 2016 | Championnats d'Europe                 | Amsterdam                             | 2e       | Heptathlon  | 6 458 pts  |
| 2016 | Jeux olympiques                       | Rio de Janeiro                        | 11e      | Heptathlon  | 6 383 pts  |
| 2017 | Hypo-Meeting                          | Götzis                                | 11e      | Heptathlon  | 6 311 pts  |
| 2017 | Championnats du monde                 | Londres                               | 16e      | Heptathlon  | 6 064 pts  |
| 2018 | Championnats du monde en salle        | Birmingham                            | 12e      | Pentathlon  | 3 705 pts  |

### National
| Outdoor     | 2006 | 2007 | 2008 | 2009 | 2010 | 2011 | 2012 | 2013 | 2014 | 2015 | 2016 | 2017 | 2018 | 2019 | 2020 | 2021 |
| ----------- | ---- | ---- | ---- | ---- | ---- | ---- | ---- | ---- | ---- | ---- | ---- | ---- | ---- | ---- | ---- | ---- |
| 110 m haies | -    | -    | -    | -    | 7e   | 6e   | -    | -    | -    | -    | -    | -    | -    | -    | -    | -    |
| Longueur    | -    | -    | 1re  | -    | -    | 3e   | 5e   | -    | 4e   | -    | -    | -    | -    | -    | -    | -    |
| Poids       | -    | -    | -    | -    | 7e   | -    | -    | 3e   | 6e   | -    | -    | 5e   | -    | -    | -    | -    |
| Javelot     | -    | -    | 9e   | -    | -    | 5e   | -    | 2e   | 4e   | -    | -    | 4e   | -    | -    | -    | -    |
| Heptathlon  | 1re  | 1re  | -    | 2e   | -    | -    | -    | -    | -    | -    | -    | -    | Ab.  | 1re  | -    | 2e   |

| En salle   | 2005 | 2006 | 2007 | 2008 | 2009 | 2010 | 2011 | 2012 | 2013 | 2014 | 2015 | 2016 | 2017 | 2018 |
| ---------- | ---- | ---- | ---- | ---- | ---- | ---- | ---- | ---- | ---- | ---- | ---- | ---- | ---- | ---- |
| 60 m       | -    | -    | -    | S    | -    | -    | -    | -    | -    | -    | -    | -    | -    | -    |
| 60 m haies | -    | -    | -    | DF   | -    | -    | 4e   | -    | -    | -    | -    | -    | 3e   | -    |
| Hauteur    | -    | -    | -    | -    | -    | -    | 5e   | -    | -    | -    | -    | -    | -    | -    |
| Longueur   | -    | -    | -    | 4e   | -    | -    | 5e   | -    | -    | -    | 2e   | -    | -    | 2e   |
| Poids      | -    | -    | -    | 6e   | -    | -    | -    | -    | -    | -    | 2e   | 3e   | 2e   | 3e   |
| Pentathlon | 1re  | 3e   | 1re  | -    | 1re  | 1re  | -    | -    | -    | -    | -    | -    | -    | -    |

Elle a également remporté le trophée fédéral des internationaux en 2010 qui récompense les athlètes ayant plus de 20 sélections internationales.

## Records
| Épreuve           | Performance   | Lieu           | Date              |
| ----------------- | ------------- | -------------- | ----------------- |
| 100 mètres haies  | 12 s 96       | Londres        | 3 août 2012       |
| Saut en hauteur   | 1,83 m        | Daegu          | 29 août 2011      |
| Lancer du poids   | 16,17 m       | Amsterdam      | 8 juillet 2016    |
| 200 mètres        | 24 s 36       | Götzis         | 28 mai 2011       |
| Saut en longueur  | 6,43 m        | Rio de Janeiro | 13 août 2016      |
| Lancer du javelot | 57,27 m       | Talence        | 16 septembre 2012 |
| 800 mètres        | 2 min 15 s 22 | Zurich         | 16 août 2014      |
| Heptathlon        | 6 576 pts     | Londres        | 4 août 2012       |

| Épreuve          | Performance    | Lieu       | Date                        |
| ---------------- | -------------- | ---------- | --------------------------- |
| 60 mètres haies  | 8 s 11         | Paris      | 28 février 2010 4 mars 2011 |
| Saut en hauteur  | 1,84 m         | Doha       | 13 mars 2010                |
| Lancer du poids  | 15,52 m        | Birmingham | 2 mars 2018                 |
| Saut en longueur | 6,44 m         | Turin      | 6 mars 2009                 |
| 800 mètres       | 2 min 18 s 09  | Reims      | 29 janvier 2011             |
| Pentathlon       | 4 723 pts (NR) | Paris      | 4 mars 2011                 |